# Химпель, Гельмут
Гельмут Химпель (нем. Helmut Himpel) — (14 сентября 1907 года, Шенау-им-Шварцвальд, Германия — 13 мая 1943 года, Берлин, Германия) — врач, антифашист, член движения Сопротивления во время Второй мировой войны, член организации «Красная капелла».

## Биография
Гельмут Химпель родился 14 сентября 1907 года в Шенау-им-Шварцвальд, в Германской империи. Обучался в университете Карлсруэ на инженера-электротехника. Здесь вступил в местное Студенческое братство Германия (Тевтония). Затем во Фрайбурге и Мюнхене учился на стоматолога. Во время учёбы познакомился со своей будущей невестой Марией Тервиль. Нацистский режим не позволил им вступить в брак, так, как она была по матери еврейкой.
Завершив образование, Гельмут Химпель переехал в Берлин, где в 1937 году открыл стоматологический кабинет. Стоматологическая практика оказалась успешной. Среди его клиентов было много дипломатов, актеров и художников, например, Хайнц Рюхман.
Во время нацистского режима он тайно и бесплатно лечил пациентов-евреев, если они жили далеко, то приезжал к ним на дом. Помогал молодым призывникам избегать призыва в действующую армию.
Через журналиста Джона Грауденца он и его невеста вступили в группу борцов сопротивления, под руководством Харро Шульце-Бойзена. Оба принимали участие во многих акциях группы, особенно в распространении листовок и буклетов. Так, они распространили проповедь архиепископа Клеменса Августа фон Галена «Эвтаназия», в которой автор выражал протест против убийства в больницах людей с дефектами в развитии. Эта проповедь заставила нацистов приостановить убийства психически больных людей.
Мария Тервиль и Гельмут Химпель были арестованы гестапо 17 сентября 1942 года, вместе с другими членами «Красной капеллы». 26 января 1943 года Имперский военный трибунал признал их виновными в «государственной измене» и приговорил к высшей мере наказания.
Гельмут Химпель был казнен 13 мая 1943 года в тюрьме Плёцензее в Берлине.